# Iseut Bersier
Iseut Bersier, née le 26 décembre 1935 à Olten et morte en 2022, est une peintre, dessinatrice, sculptrice et musicienne suisse. Elle vit et travaille à Montilier et Cudrefin.  

## Biographie
Après une formation d'institutrice, elle fréquente l'École des Beaux-Arts de Berne de 1961 à 1968, puis elle séjourne à Paris où elle étudie à l'École d'art de la Ville de Paris et à l'Académie de la Grande Chaumière entre 1969 et 1972. De retour à Fribourg, elle entre dans le groupe artistique Mouvement en 1975 et dans la Société des peintres, sculpteurs et architectes suisses (VISARTE) en 1976. Elle ouvre un atelier à Morat la même année. Elle obtient également deux diplômes d'organiste au Conservatoire de Fribourg.  

## Expositions
- 1976 : Galerie J.-J. Hofstetter, Fribourg
- 1978 : Galerie des Pas Perdus, Bulle
- 1980 : Galeries Arts et Lettres, Vevey
- 1981 : Galerie Planque, Lausanne
- 1982 : Galerie Paul Bovée, Delémont
- 1984 : Galerie La Margelle, Fribourg
- 1993 : Galerie Antika, Charmey
- 1995 : Galerie OM, Fribourg
- 2000 : Château de Villars-les-Moines
- 2006 : Iseut Bersier, au Musée d'art et d'histoire Fribourg
- 2004 : Galerie Jonas, Cortaillod
- 2017 : Groupe en mouvement à l'APCd Fondation, Marly